# جعفرآباد (کیار)
جعفرآباد، روستایی از توابع بخش مرکزی شهرستان کیار در استان چهارمحال و بختیاری ایران است.

## مردم
مردم این روستا لرتبار و از ایل بختیاری می باشند که به گویش لری بختیاری سخن می گویند

## جمعیت
این روستا در دهستان کیارغربی قرار دارد و براساس سرشماری مرکز آمار ایران در سال۱۴۰۱، جمعیت آن ۱۵۰۰ نفر عقب مانده
۲۳۰ خانوار